# Escut de Sant Jaume de Llierca
L'escut oficial de Sant Jaume de Llierca és un dels símbols d'aquest municipi i es descriu amb el següent blasonament:
Escut caironat: d'or, un bordó de pelegrí de sable posat en pal que porta una carbassa de pelegrí ataronjada lligada d'argent el travesser; ressaltant sobre una faixa ondada abaixada d'atzur. Per timbre una corona mural de poble.

## Disseny
La composició de l'escut està formada sobre un fons en forma de quadrat recolzat sobre un dels seus vèrtexs, anomenat escut caironat, segons la configuració difosa a Catalunya i d'altres indrets de l'antiga Corona d'Aragó i adoptada per l'administració a les seves especificacions per al disseny oficial dels municipis dels ens locals. És de color groc (or), amb la representació heràldica d'un bordó de pelegrí de color negre (sable) col·locat verticalment (en pal) amb una carbassa de pelegrí de color ataronjat subjectada al bordó amb una corda de color blanc o gris clar (lligada d'argent); tot posat al damunt (ressaltant) sobre una faixa en forma d'ones (ondada) col·locada a la part inferior de l'escut (abaixada) de color blau (atzur).
L'escut està acompanyat a la part superior d'un timbre en forma de corona mural, que és l'adoptada pel Departament de Governació d'Administracions Locals de la Generalitat de Catalunya per timbrar genèricament els escuts dels municipis. En aquest cas, es tracta d'una corona mural de poble, que bàsicament és un llenç de muralla groc (or) amb portes i finestres de color negre (tancat de sable), amb quatre torres merletades, de les quals se'n veuen tres.

## Història
Va ser aprovat el 18 de desembre del 1986 i publicat al DOGC el 4 de febrer de l'any següent amb el número 799.
El bordó de pelegrí és l'atribut de sant Jaume, patró del poble, i la faixa ondada simbolitza el riu Llierca. El bordó de pelegrí i la carbassa, tot i que ambdós de color blanc o gris clar (argent), ja apareixien a l'antic escut del municipi, també de fons groc (or), acompanyat a cada costat d'una branca de freixe al natural. El freixe al·ludeix a un possible origen etimològic del nom Llierca, esdevenint així un senyal parlant. D'aquesta manera, la paraula "Llierca" tindria l'origen en la paraula basca lizar, que significa freixe, i a la qual s'hauria afegit el sufix -ca, que denota col·lectivitat, fent que Llierca signifiqués "freixeneda". Aquesta hipòtesi, però, és més popular que no pas científica. Conseqüentment, en l'adaptació de l'escut a la normativa vigent es va optar per retirar les branques de freixe i al·ludir a la paraula "Llierca" a partir d'una faixa ondada que representés directament el riu Llierca.